# 唐·舒茲
唐·舒茲（Don E. Schultz，1934年1月20日—），是美國西北大學的名譽教授。他最廣受商業界重視的是有關於整合行銷傳播（IMC）的研究與著作。
1992年，美國廣告協會推崇舒茲為當年的廣告學教育家；1998年，《銷售與行銷管理》雜誌則尊崇他為銷售與行銷界80位最具影響力的人物之一。 
舒茲經常受人稱道為「整合行銷之父」，是13本關於行銷學（包括《整合行銷管理》、《全球傳播》、《IMC：下一代》等）著作的共同作者或作者，經常為美國行銷協會和行銷管理類的雜誌寫專欄。
舒茲在進入學術界之前，曾於廣告業工作了15年。1957年，他在奧克拉荷馬大學取得企業管理學士學位；1975年，於密西根州立大學主修廣告學，取得文學碩士學位；1977年，於同一學府研究大眾傳播，並取得博士學位。爾後開始講學，成立自己的顧問公司並為企業團體擔任行銷管理顧問，自此長期定居於芝加哥。

## 外部連結
- 貿易局品牌大師講座 邀請Don E. Schultz博士開講
- 關鍵字廣告 發現另一半（下）[永久]
- 整合行銷傳播策略（页面存档备份，存于）